# Eupithecia infectaria
Eupithecia infectaria là một loài bướm đêm trong họ Geometridae.